# Lista över singelettor på Gaon Chart 2011
Detta är en lista över singelettor på Gaon Chart under år 2011. Gaon Chart är sammanställningen av försäljningen av musik i Sydkorea och drivs av Korea Music Content Industry Association (KMCIA). Digital Chart publiceras varje vecka och visar listan över de mest sålda singlarna i landet genom digital nedladdning och strömning. Digital Chart, som även inkluderar bakgrundsmusik, är en sammanställning av data försedd av landets största musikförsäljare och distributörer.

## Vecka

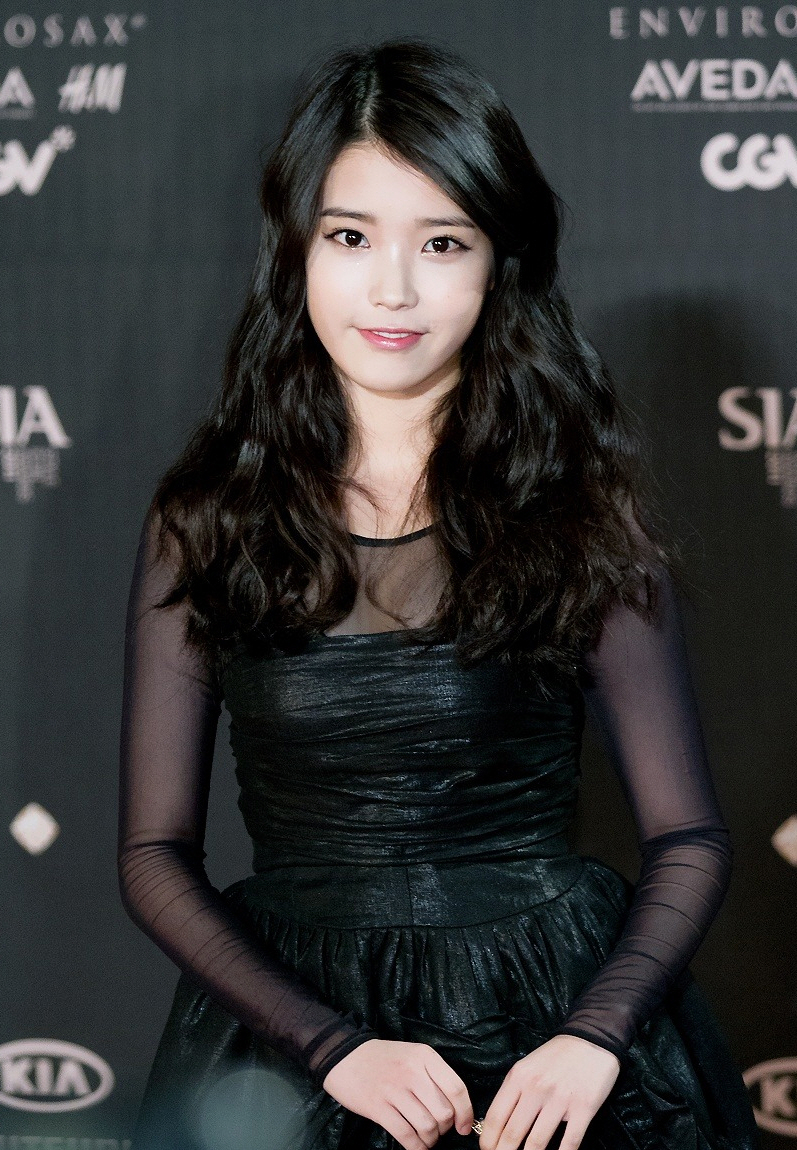
IU låg etta på listan i nio veckor med fyra olika singelsläpp under året. Vid två tillfällen låg hon etta på listan tre veckor i rad.

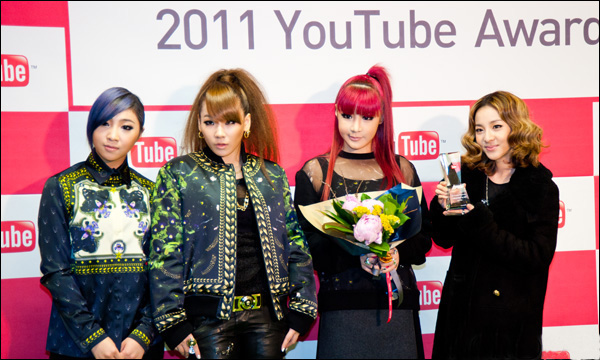
2NE1 låg etta på listan med tre olika singelsläpp under året. Gruppmedlemmen Park Bom (tredje fr.v.) låg dessutom etta på listan som soloartist i fyra veckor med två olika singelsläpp.

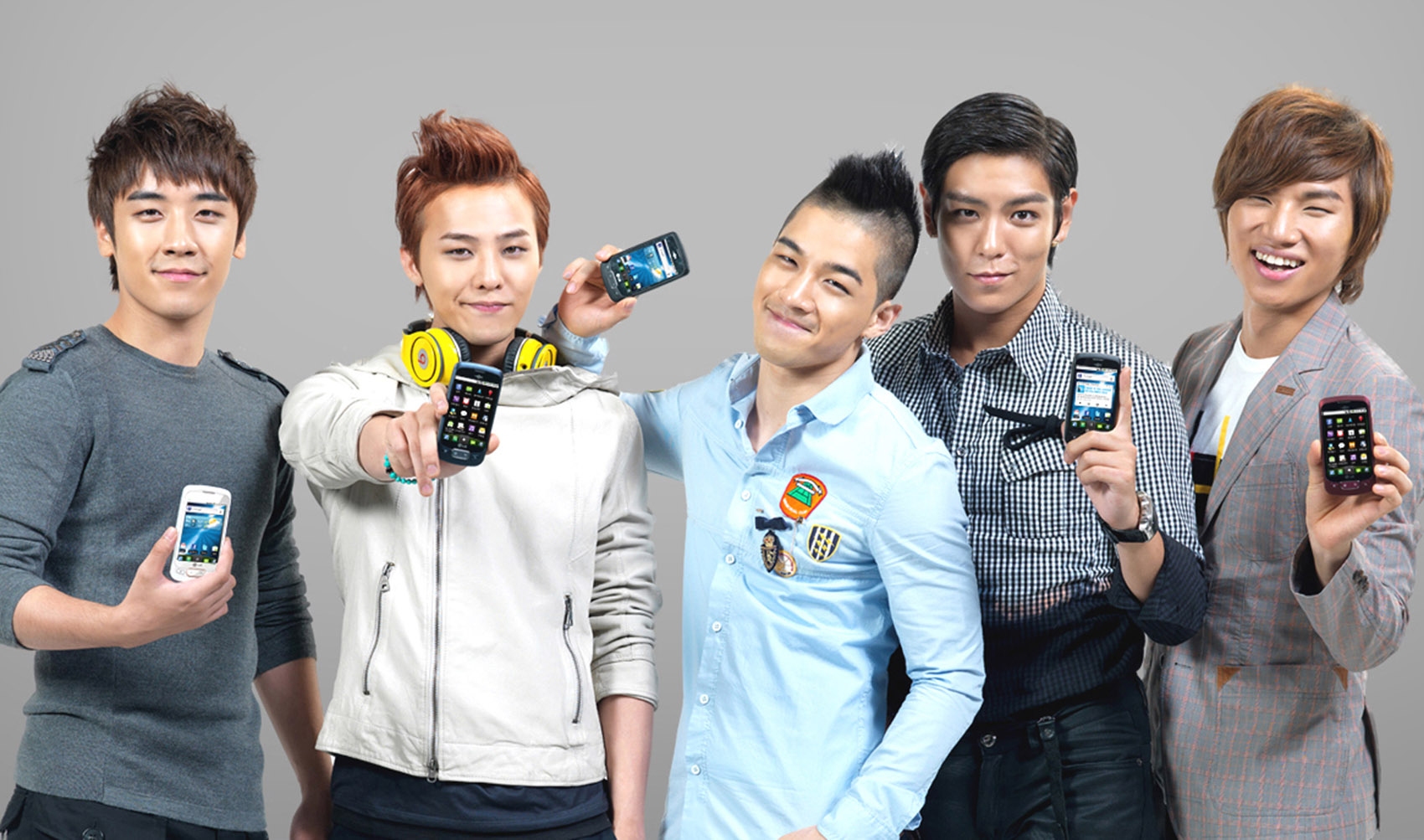
Big Bang låg etta på listan med två olika singelsläpp under året.

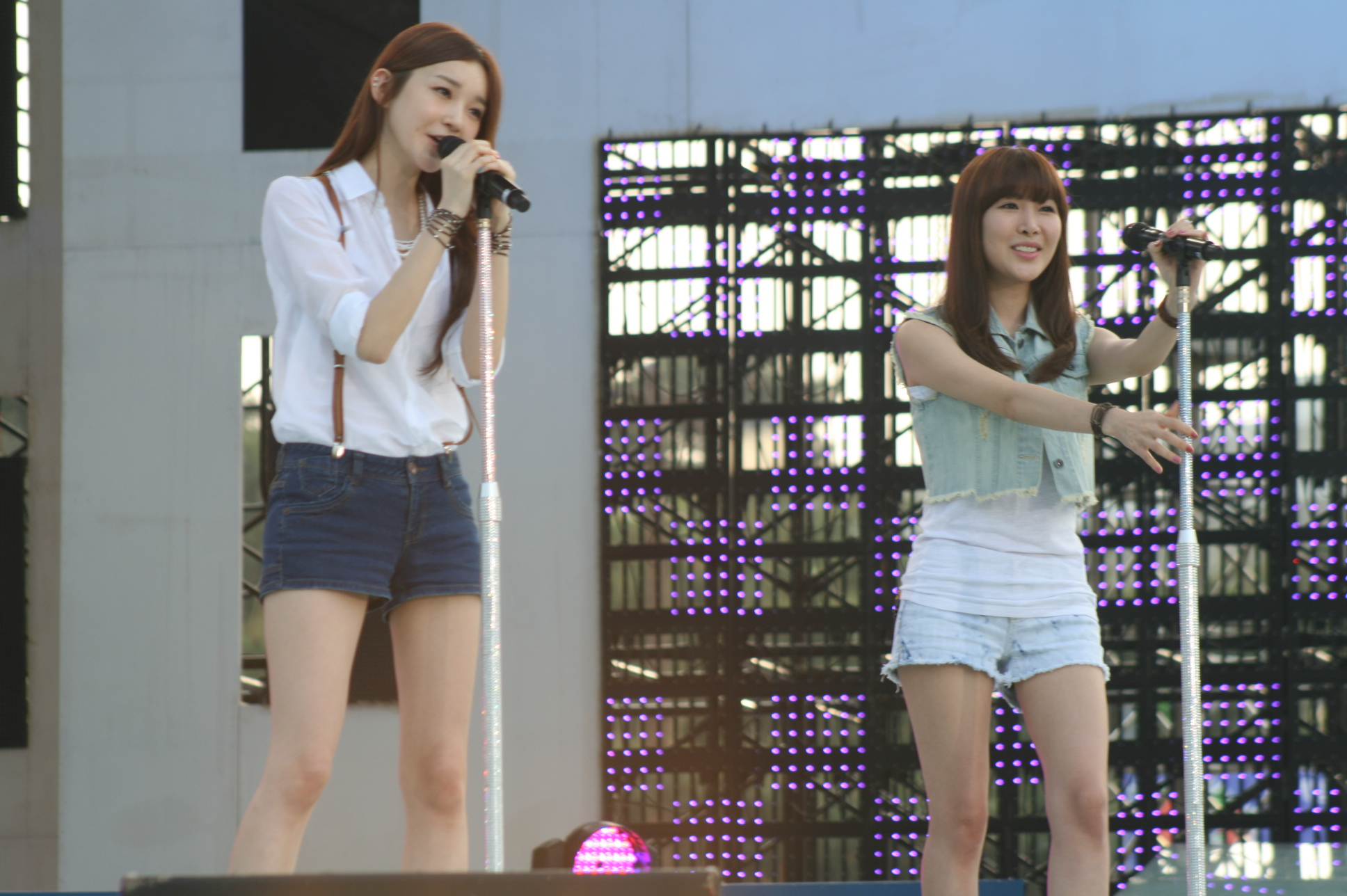
Davichi låg etta på listan tre veckor i rad med sin singel "Don't Say Goodbye".

| Datum  | Artist                                    | Sångtitel                         |
| ------ | ----------------------------------------- | --------------------------------- |
| 25 dec | IU                                        | "Good Day"                        |
| 1 jan  | IU                                        | "Good Day"                        |
| 8 jan  | IU                                        | "Good Day"                        |
| 15 jan | Hyun Bin                                  | "That Man"                        |
| 22 jan | Jung Yong-hwa                             | "For First Time Lovers"           |
| 29 jan | Jung Yong-hwa                             | "For First Time Lovers"           |
| 5 feb  | IU                                        | "Someday"                         |
| 12 feb | G.NA                                      | "Black & White"                   |
| 19 feb | IU                                        | "The Story Only I Didn't Know"    |
| 26 feb | IU                                        | "The Story Only I Didn't Know"    |
| 5 mar  | Big Bang                                  | "Tonight"                         |
| 12 mar | Song Ji-eun ft. Bang Yong-guk             | "Going Crazy"                     |
| 19 mar | K.Will                                    | "My Heart Beating"                |
| 26 mar | CNBLUE                                    | "Intuition"                       |
| 2 apr  | Kim Bum-soo                               | "Please"                          |
| 9 apr  | Kim Bum-soo                               | "Please"                          |
| 16 apr | Big Bang                                  | "Love Song"                       |
| 23 apr | f(x)                                      | "Danger"                          |
| 30 apr | Park Bom                                  | "Don't Cry"                       |
| 7 maj  | Park Bom                                  | "Don't Cry"                       |
| 14 maj | Park Jung-hyun                            | "I Hope It Would Be That Way Now" |
| 21 maj | 2NE1                                      | "Lonely"                          |
| 28 maj | Kim Yeon-woo                              | "If You Were Like Me"             |
| 4 jun  | Ock Joo-hyun                              | "For 1000 Days"                   |
| 11 jun | Huh Gak                                   | "Don't Forget Me"                 |
| 18 jun | JK Kim Dong-wook                          | "Coordination"                    |
| 25 jun | 2PM                                       | "Hands Up"                        |
| 2 jul  | 2NE1                                      | "I Am the Best"                   |
| 9 jul  | Park Myeong-su & G-Dragon ft. Park Bom    | "Having an Affair"                |
| 16 jul | Park Myeong-su & G-Dragon ft. Park Bom    | "Having an Affair"                |
| 23 jul | Miss A                                    | "Goodbye Baby"                    |
| 30 jul | Miss A                                    | "Goodbye Baby"                    |
| 6 aug  | 2NE1                                      | "Ugly"                            |
| 13 aug | Sistar                                    | "So Cool"                         |
| 20 aug | Leessang ft. Yoon Mi-rae & Kwon Jung-yeol | "I Turned Off the TV..."          |
| 27 aug | Leessang ft. Yoon Mi-rae & Kwon Jung-yeol | "I Turned Off the TV..."          |
| 3 sep  | Davichi                                   | "Don't Say Goodbye"               |
| 10 sep | Davichi                                   | "Don't Say Goodbye"               |
| 17 sep | Davichi                                   | "Don't Say Goodbye"               |
| 24 sep | Huh Gak                                   | "Hello"                           |
| 1 okt  | Brown Eyed Girls                          | "Sixth Sense"                     |
| 8 okt  | Busker Busker                             | "Tokyo Girl"                      |
| 15 okt | Ulala Session ft. Christina               | "Open Arms"                       |
| 22 okt | Girls' Generation                         | "The Boys"                        |
| 29 okt | Girls' Generation                         | "The Boys"                        |
| 5 nov  | Ulala Session                             | "The Western Sky"                 |
| 12 nov | Wonder Girls                              | "Be My Baby"                      |
| 19 nov | T-ara                                     | "Cry Cry"                         |
| 26 nov | T-ara                                     | "Cry Cry"                         |
| 3 dec  | IU                                        | "You and I"                       |
| 10 dec | IU                                        | "You and I"                       |
| 17 dec | IU                                        | "You and I"                       |
| 24 dec | Trouble Maker                             | "Trouble Maker"                   |

## Månad
| Månad | Artist                                    | Sångtitel                      |
| ----- | ----------------------------------------- | ------------------------------ |
| Jan   | Hyun Bin                                  | "That Man"                     |
| Feb   | IU                                        | "The Story Only I Didn't Know" |
| Mar   | K.Will                                    | "My Heart Beating"             |
| Apr   | Big Bang                                  | "Love Song"                    |
| Maj   | 2NE1                                      | "Lonely"                       |
| Jun   | Secret                                    | "Starlight Moonlight"          |
| Jul   | Park Myung-soo & G-Dragon ft. Park Bom    | "Having an Affair"             |
| Aug   | Leessang ft. Yoon Mi-rae & Kwon Jung-yeol | "I Turned Off the TV..."       |
| Sep   | Davichi                                   | "Don't Say Goodbye"            |
| Okt   | Busker Busker                             | "Tokyo Girl"                   |
| Nov   | Wonder Girls                              | "Be My Baby"                   |
| Dec   | IU                                        | "You and I"                    |